# Борисовская волость (Севский уезд)
Бори́совская волость — административно-территориальная единица в составе Севского уезда.
Административный центр — село Борисово.
Волость была образована в ходе реформы 1861 года; она объединяла 5 населённых пунктов.
В 1880-х годах волость была упразднена, а её территория вошла в Чемлыжскую волость.
Ныне вся территория бывшей Борисовской волости входит в Севский район Брянской области.